# Kerplunk!
Kerplunk! je druhé album americké punkrockové kapely Green Day. Vyšlo v roce 1992 asi rok po prvním albu 1,039 Smoothed Out Slappy Hours. Až díky tomuto albu dostali Green Day smlouvu na nahrání megaúspěšného Dookie. Podklad písní je většinou elektrická kytara, ale už mnohem výraznější než na předchozím albu. Toto CD bylo populární v undegroundových klubech, kde Green Day často hráli.

## Seznam písní
1. 2000 light years away
2. One for razorbacks
3. Welcome to paradise
4. Christie road
5. Private ale
6. Dominated love slave
7. One of my lies
8. 80
9. Android
10. No one knows
11. Who wrote Holden Caulfield
12. Words I might have ate
13. Sweet children
14. Best thing in town
15. Strangeland
16. My Generation (coververze songu od The Who)